# Like a Robot/Playmate to Jesus
Like a Robot/Playmate to Jesus sono due singoli del gruppo musicale Aqua, pubblicati entrambi il 12 settembre 2011 dal terzo album di inediti del gruppo, Megalomania.

## Tracce
Download digitale
1. Like a Robot - 3:39
2. Playmate to Jesus - 4:48